# Stomorska
Stomorska je osada v Chorvatsku. Podle statistik z roku 2021 žilo v osadě 319 obyvatel, z toho 174 mužů a 145 žen. Nachází se na severním pobřeží ostrova Šolta ve Splitsko-dalmatské župě. Stomorska je nejstarší pobřežní osada na ostrově, první zmínka je z 17. století. Stomorska má také gastronomický přístav. 

## Hospodářství
V minulosti bylo námořnictví nejdůležitějším hospodářským odvětvím kvůli převážení vinné révy na Jadran. Dnes (2018) se námořnictví využívá především pro turismus.

## Doprava
Kvůli turismu má Stomorska velmi dobré dopravní spojení se Splitem. Stomorska silnice je spojena s rybářským přístavem Gornji Krušica a Gornji Selom.